# クワガタソウ
クワガタソウ（鍬形草、学名：Veronica miqueliana ）は、オオバコ科クワガタソウ属の多年草。
従来の新エングラー体系、クロンキスト体系では、クワガタソウ属はゴマノハグサ科に含められた。

## 特徴
短い地下茎がある。茎は、根ぎわで分枝して株を作り数本が直立または斜上し、茎の高さは10-20cmになり、曲がった毛が散生する。葉は対生し、下部のものは小さく上部のものは大きく、卵形から長卵形で長さ1-5cm、幅0.7-2.5cm、先端はややとがり基部はくさび形、縁には先の鈍い鋸歯があり、両面に毛が散生する。葉柄は長さ0.5-2cmになる。
花期は5-6月。茎上部の葉腋から総状花序を出し、1-5個の花をまばらにつける。花柄は長さ1-5mmになり、曲がった毛が生える。萼は基部まで深く4裂し、萼裂片は狭倒披針形で先がとがり、縁に毛が散生する。花冠は皿形に広く開いて4裂し、径8-13mmになり、淡紅白色で紅紫色の条があり、花冠裂片の上側の1裂片は他のものより大きい。雄蕊は2個、雌蕊は1個ある。果実は蒴果となり、扁平な三角状扇形で、長さ4-6mm、幅10-12mm、先端は少しへこみ、基部はやや切形となる。種子は板状の楕円形で、長さ1.5mmになる。

## 分布と生育環境
日本固有種。本州の東北地方から関東地方・中部地方の太平洋側、紀伊半島に分布し、山地の樹林下や沢沿いなどのやや湿り気のある場所に生育する。

## 名前の由来
和名クワガタソウは、「鍬形草」の意で、扁平な三角状扇形の果実と2個の萼片が、兜とその前にある角状の飾りである鍬形（クワガタ）に似るので、クワガタソウという。この名は江戸時代の書物、水谷豊文著の『物品識名』や飯沼慾斎著の『草木図説』に出ており、その時代から名前が知られていたことがわかる。
飯沼慾斎著の『草木図説』には、「形扁圓ニ𬼀（シテ）中心刻凹アリテ両萼コレヲ挟ムノ状。頗ル（すこぶる）クワガタウチタル頭鎧ニ似タルヲ以テソノ名アリ」とある。
種小名 miqueliana は、オランダ人の植物分類学者で日本の植物を研究したフリードリッヒ・アントン・ヴィルヘルム・ミクェル（1811-1871）への献名で、中井猛之進が1918年に命名記載した。

## 下位分類
- シロバナクワガタソウ Veronica miqueliana Nakai f. leucantha Nakai[9] - 白花品種。
- コクワガタ Veronica miqueliana Nakai f. takedana (Makino) T.Yamaz.[10] - 全体に小型で花序が長さ約1cmと短く花数も少ないもの[4][6]。本州の関東地方から近畿地方、四国、九州に分布する[6]。

## 分類
近縁種では、ヤマクワガタ Veronica japonensis Makino があり、茎は地を這い、高さ10-20cm、茎には開出する毛が密生し、花期は7-8月。本州の東北地方、関東地方北部、中部地方北部に分布し、クワガタソウ生育域より標高の高いブナ林や亜高山帯の針葉樹林内に生育する。また、サンインクワガタ Veronica muratae T.Yamaz. は茎は地を這い、高さ10-30cm、茎に屈毛が密生し、葉の裏面は葉脈上を除いてほとんど無毛、花期は5-6月。本州の京都府から山口県までの主に日本海側に分布する。

## ギャラリー
- 葉の縁には先の鈍い鋸歯があり、両面に毛が散生する。
- 上の葉は大きく、茎に曲がった毛が散生する。
- 一見4弁花に見えるが、合弁花冠で基部は合着する。
- 若い果実。扁平な果実と2個の萼片が兜と鍬形（クワガタ）に似る。